# 工業調査会
株式会社工業調査会（こうぎょうちょうさかい、英: Kogyo Chosakai Publishing Co., Ltd.）は、かつて存在した日本の出版社。発行分野は電子・機械工学、化学、経営工学。
また情報サイトM&E＠Web、大規模展示会など、本業以外の事業多角化を推進していた。2010年8月31日に事業を停止、その歴史に幕を降ろした。

## かつて発行していた主な刊行物
- 電子工学、機械工学、化学工業・環境、建築・土木、情報・経営工学に関する専門書
- Kブックスシリーズ（理工学専門書シリーズ）
- ビギナーズブックスシリーズ（初学者向け）[2]

## かつて発行していた月刊誌
- プラスチックス（1950年創刊[2]。日本プラスチック工業連盟の機関紙であり、現在は日本工業出版株式会社が発行[3]。）
- 機械と工具（1957年創刊[2]。2010年休刊、2011年からは日本工業出版株式会社が発行[4]。）
- 化学装置（現在は株式会社工業通信が発行[5]。）
- 電子材料（1962年創刊[2]。2010年廃刊。）
- 自動化技術（1964年創刊。1998年廃刊。）

## かつて運営していた情報サイト
- M&E＠Web